# Alpineskiën op de Olympische Winterspelen 1992

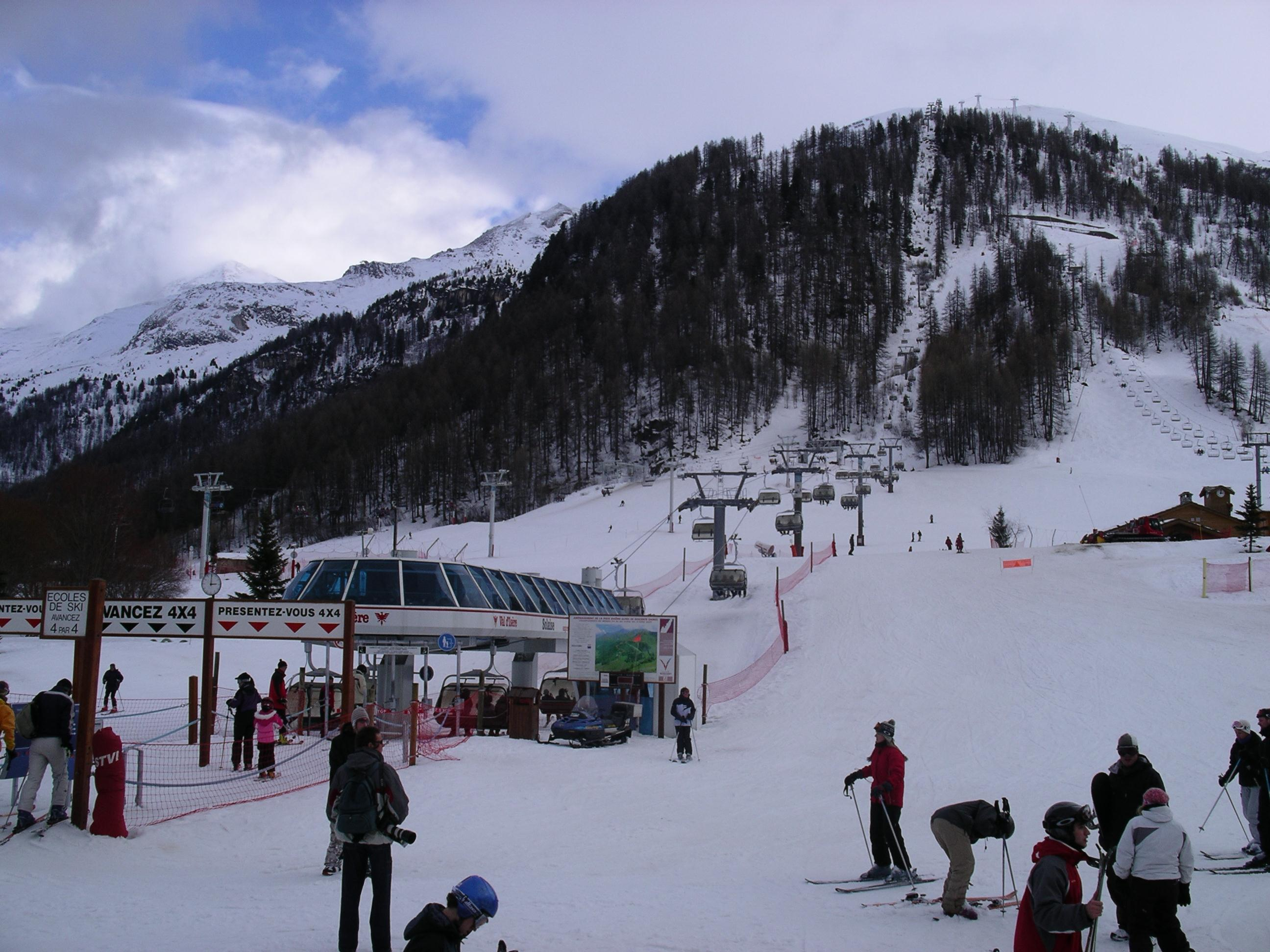
Val D'Isere

Alpineskiën is een van de sporten die beoefend werden tijdens de Olympische Winterspelen 1992 in Albertville, Frankrijk. 

## Heren

### Afdaling
| rang   | sporter(s)        | land | tijd    |
| ------ | ----------------- | ---- | ------- |
| Goud   | Patrick Ortlieb   | AUT  | 1:50.37 |
| Zilver | Franck Piccard    | FRA  | 1:50.42 |
| Brons  | Günther Mader     | AUT  | 1:50.47 |
| 4      | Markus Wasmeier   | GER  | 1:50.62 |
| 5      | Jan Einar Thorsen | NOR  | 1:50.79 |
| 6      | Franz Heinzer     | SUI  | 1:51.39 |
| 7      | Hansjörg Tauscher | GER  | 1:51.49 |
| 8      | Lasse Arnesen     | NOR  | 1:51.63 |

### Super G
| rang   | sporter(s)            | land | tijd    |
| ------ | --------------------- | ---- | ------- |
| Goud   | Kjetil André Aamodt   | NOR  | 1:13.04 |
| Zilver | Marc Girardelli       | LUX  | 1:13.77 |
| Brons  | Jan Einar Thorsen     | NOR  | 1:13.83 |
| 4      | Ole Kristian Furuseth | NOR  | 1:13.87 |
| 5      | Josef Polig           | ITA  | 1:13.88 |
| 6      | Marco Hangl           | SUI  | 1:13.90 |
| 7      | Günther Mader         | AUT  | 1:14.08 |
| 8      | Tom Stiansen          | NOR  | 1:14.51 |

### Reuzenslalom
| rang   | sporter(s)            | land | tijd    |
| ------ | --------------------- | ---- | ------- |
| Goud   | Alberto Tomba         | ITA  | 2:06.98 |
| Zilver | Marc Girardelli       | LUX  | 2:07.30 |
| Brons  | Kjetil André Aamodt   | NOR  | 2:07.82 |
| 4      | Paul Accola           | SUI  | 2:08.02 |
| 5      | Ole Kristian Furuseth | NOR  | 2:08.16 |
| 6      | Günther Mader         | AUT  | 2:08.80 |
| 7      | Rainer Salzberger     | AUT  | 2:08.83 |
| 8      | Fredrik Nyberg        | SWE  | 2:09.00 |

### Slalom
| rang   | sporter(s)           | land | tijd    |
| ------ | -------------------- | ---- | ------- |
| Goud   | Finn Christian Jagge | NOR  | 1:44.39 |
| Zilver | Alberto Tomba        | ITA  | 1:44.67 |
| Brons  | Michael Tritscher    | AUT  | 1:44.85 |
| 4      | Patrick Staub        | SUI  | 1:45.44 |
| 5      | Thomas Fogdö         | SWE  | 1:45.48 |
| 6      | Paul Accola          | SUI  | 1:45.62 |
| 7      | Michael von Grünigen | SUI  | 1:46.42 |
| 8      | Jonas Nilsson        | SWE  | 1:46.57 |

### Combinatie
| rang   | sporter(s)            | land | afdaling | slalom  | punten |
| ------ | --------------------- | ---- | -------- | ------- | ------ |
| Goud   | Josef Polig           | ITA  | 1:45.78  | 1:42.16 | 14.58  |
| Zilver | Gianfranco Martin     | ITA  | 1:45.48  | 1:42.76 | 14.90  |
| Brons  | Steve Locher          | SUI  | 1:46.53  | 1:41.44 | 18.16  |
| 4      | Jean-Luc Crétier      | FRA  | 1:46.25  | 1:42.09 | 18.97  |
| 5      | Markus Wasmeier       | GER  | 1:45.91  | 1:45.15 | 32.77  |
| 6      | Kristian Ghedina      | ITA  | 1:46.65  | 1:44.91 | 38.96  |
| 7      | Ole Kristian Furuseth | NOR  | 1:48.94  | 1:41.04 | 40.47  |
| 8      | Xavier Gigandet       | SUI  | 1:45.61  | 1:47.19 | 41.21  |

## Dames

### Afdaling
| rang   | sporter(s)          | land | tijd    |
| ------ | ------------------- | ---- | ------- |
| Goud   | Kerrin Lee-Gartner  | CAN  | 1:52.55 |
| Zilver | Hilary Lindh        | USA  | 1:52.61 |
| Brons  | Veronika Wallinger  | AUT  | 1:52.64 |
| 4      | Katja Seizinger     | GER  | 1:52.67 |
| 5      | Petra Kronberger    | AUT  | 1:52.73 |
| 6      | Katrin Gutensohn    | GER  | 1:53.71 |
| 7      | Barbara Sadleder    | AUT  | 1:53.81 |
| 8      | Svetlana Gladisheva | EUN  | 1:53.85 |

### Super G
| rang   | sporter(s)         | land | tijd    |
| ------ | ------------------ | ---- | ------- |
| Goud   | Deborah Compagnoni | ITA  | 1:21.22 |
| Zilver | Carole Merle       | FRA  | 1:22.63 |
| Brons  | Katja Seizinger    | GER  | 1:23.19 |
| 4      | Petra Kronberger   | AUT  | 1:23.20 |
| 5      | Ulrike Maier       | AUT  | 1:23.35 |
| 6      | Kerrin Lee-Gartner | CAN  | 1:23.76 |
| 7      | Michaela Gerg      | GER  | 1:23.77 |
| 8      | Eva Twardokens     | USA  | 1:24.19 |

### Reuzenslalom
| rang   | sporter(s)      | land | tijd    |
| ------ | --------------- | ---- | ------- |
| Goud   | Pernilla Wiberg | SWE  | 2:12.74 |
| Zilver | Diann Roffe     | USA  | 2:13.71 |
| Zilver | Anita Wachter   | AUT  | 2:13.71 |
| 4      | Ulrike Maier    | AUT  | 2:13.77 |
| 5      | Julie Parisien  | USA  | 2:14.10 |
| 6      | Carole Merle    | FRA  | 2:14.24 |
| 7      | Eva Twardokens  | USA  | 2:14.47 |
| 8      | Katja Seizinger | GER  | 2:14.96 |

### Slalom
| rang   | sporter(s)             | land | tijd    |
| ------ | ---------------------- | ---- | ------- |
| Goud   | Petra Kronberger       | AUT  | 1:32.68 |
| Zilver | Annelise Coberger      | NZL  | 1:33.10 |
| Brons  | Blanca Fernández Ochoa | ESP  | 1:33.35 |
| 4      | Julie Parisien         | USA  | 1:33.40 |
| 5      | Karin Buder            | AUT  | 1:33.68 |
| 6      | Patricia Chauvet       | FRA  | 1:33.72 |
| 7      | Vreni Schneider        | SUI  | 1:33.96 |
| 8      | Anne Berge             | NOR  | 1:34.22 |

### Combinatie
| rang   | sporter(s)         | land | afdaling | slalom  | punten |
| ------ | ------------------ | ---- | -------- | ------- | ------ |
| Goud   | Petra Kronberger   | AUT  | 1:25.84  | 1:09.60 | 2.55   |
| Zilver | Anita Wachter      | AUT  | 1:27.25  | 1:09.51 | 19.39  |
| Brons  | Florence Masnada   | FRA  | 1:27.08  | 1:10.01 | 21.38  |
| 4      | Chantal Bournissen | SUI  | 1:26.92  | 1:10.69 | 24.98  |
| 5      | Anne Berge         | NOR  | 1:28.67  | 1:09.29 | 35.28  |
| 6      | Michelle McKendry  | CAN  | 1:27.32  | 1:11.79 | 39.02  |
| 7      | Natasa Bokal       | SLO  | 1:29.02  | 1:09.65 | 42.60  |
| 8      | Lucia Medzihradská | TCH  | 1:27.89  | 1:11.95 | 47.43  |

## Medaillespiegel
| rang | land             | goud | zilver | brons | totaal |
| ---- | ---------------- | ---- | ------ | ----- | ------ |
| 1    | Oostenrijk       | 3    | 2      | 3     | 8      |
| 2    | Italië           | 3    | 2      | 0     | 5      |
| 3    | Noorwegen        | 2    | 0      | 2     | 4      |
| 4    | Canada           | 1    | 0      | 0     | 1      |
| 4    | Zweden           | 1    | 0      | 0     | 1      |
| 6    | Frankrijk        | 0    | 2      | 1     | 3      |
| 7    | Luxemburg        | 0    | 2      | 0     | 2      |
| 7    | Verenigde Staten | 0    | 2      | 0     | 2      |
| 9    | Nieuw-Zeeland    | 0    | 1      | 0     | 1      |
| 10   | Duitsland        | 0    | 0      | 1     | 1      |
| 10   | Spanje           | 0    | 0      | 1     | 1      |
| 10   | Zwitserland      | 0    | 0      | 1     | 1      |
|      |                  | 10   | 11     | 9     | 30     |